# Tetramorium nama
Tetramorium nama (лат.) — вид муравьёв рода Tetramorium из подсемейства Myrmicinae (Formicidae). Южная Африка. Видовое название происходит от имени местной народности Нама.

## Распространение
Южная Африка: северо-запад ЮАР (Северо-Капская провинция, округ Намаква, национальный парк «Аи-Аис-Рихтерсвелд» (ǀAi-ǀAis/Richtersveld National Park), на границе с Намибией; 28.05795S, 17.11256E). Пустынный регион, с пиковыми температурами, временами превышающими 50 °C, в некоторых местах дождь может отсутствовать в течение нескольких лет.

## Описание
Мелкие земляные муравьи; длина рабочих 3—4 мм. Отличаются от близких видов (Tetramorium grandinode, Tetramorium lerouxi) продольными тонкими бороздками, округлыми бороздками сверху на петиоле и формой его узелка; широкий постпетиоль с поперечными бороздками сверху. Под головой развит псаммофор из ряда 10—14 длинных J-образных волосков. Жвалы с 7 зубцами. В крупных фасеточных глазах 16—17 омматидиев в длиннейшем ряду. Длина головы рабочих (HL) 1,14—1,22 мм, ширина головы (HW) 1,04—1,13 мм. Основная окраска тела коричневая и чёрная. Усики рабочих 12-члениковые. Усиковые бороздки развиты. Боковые части клипеуса килевидно приподняты около места прикрепления усиков. Жвалы широкотреугольные с зубчатым жевательным краем. Стебелёк между грудкой и брюшком состоит из двух члеников: петиолюса и постпетиолюса (последний чётко отделён от брюшка), жало развито, куколки голые (без кокона). Заднегрудка с 2 длинными заострёнными проподеальными шипиками. Брюшко гладкое и блестящее. Гнездятся в земле.

## Таксономия и этимология
Включён в видовую группу муравьёв-жнецов Tetramorium solidum species group. Вид был впервые описан в 2020 году африканским мирмекологом Питером Хоксом (Peter G. Hawkes; University of Venda, Thohoyandou, Afribugs, Претория, ЮАР). Видовое название дано в честь местной народности Нама, участвующей в управлении национального парка «Аи-Аис-Рихтерсвелд», где был найден этот вид.

## Охранный статус
Вид, найденный в 2020 году, уже в 2021 году может быть поставлен под угрозу исчезновения. Это связано с историей и статусом национального парка «Аи-Аис-Рихтерсвелд». Он необычен тем, что там продолжает жить местное население и продолжается добыча аллювиальных алмазов с момента провозглашения парка в 1991 году. Южноафриканские национальные парки (SANParks) управляют парком как общинным пастбищем на договорной основе, и 26 зарегистрированных фермеров из местной община нама имеет право выпасать в пределах границ парка в общей сложности 6600 голов мелкого рогатого скота. Первоначальное 30-летнее контрактное соглашение о парке, которое вступило в силу в 1991 году, истекает в 2021 году. В настоящее время ведутся переговоры о новом соглашении, которое, как ожидается, будет подписано в ближайшем будущем, что возможно обеспечит постоянную защиту парка как минимум еще на 30 лет. Чрезвычайная засушливость окружающей среды означает, что альтернативные виды использования вряд ли будут жизнеспособными, и, таким образом, парк, вероятно, сохранится в долгосрочной перспективе. Кроме того, в последнее время наблюдается значительное увеличение засушливости региона. С 1990 по 2010 год средняя максимальная температура RNP увеличилась на 1,2 °C, многие растения вымерли, при этом количество живых деревьев сократилось примерно на 70 %. Кроме того, продолжается добыча алмазов открытым способом и выпас скота местным населением. Всё это может изменить и местную фауну, что требует усиления охранных мероприятий. Учитывая отсутствие каких-либо точных сведений об Tetramorium nama (найдено несколько экземпляров муравьёв в ловушке), автор описания предлагает предварительно рассматривать его в статусе DD (недостаточно данных) или как уязвимые (VU, по критерию B1ab, iii) по классификации Красного списка МСОП (IUCN 2012).